# Jōchō
Jōchō (jap. 定朝; zm. 1057) – japoński mnich buddyjski i rzeźbiarz.
Tworzył pod patronatem Michinagi Fujiwary i następnie jego syna, Yorimichiego.
Za swoje zasługi i pracę Jōchō otrzymał kolejno dwie buddyjskie rangi: hokkyō w 1022 roku, hōgen w 1048 roku.
Opracował nową technikę rzeźbiarską (yosegi-zukuri), polegającą na wykonywaniu dużych posągów poprzez łączenie mniejszych elementów. Ustanowił sieć niezależnych warsztatów rzeźbiarzy posągów Buddy (bussho). Najbardziej znanym dziełem Jōchō jest wyrzeźbiony w 1053 roku posąg buddy Amidy, znajdujący się w świątyni Byōdō-in w Kioto.